# Flexity Outlook

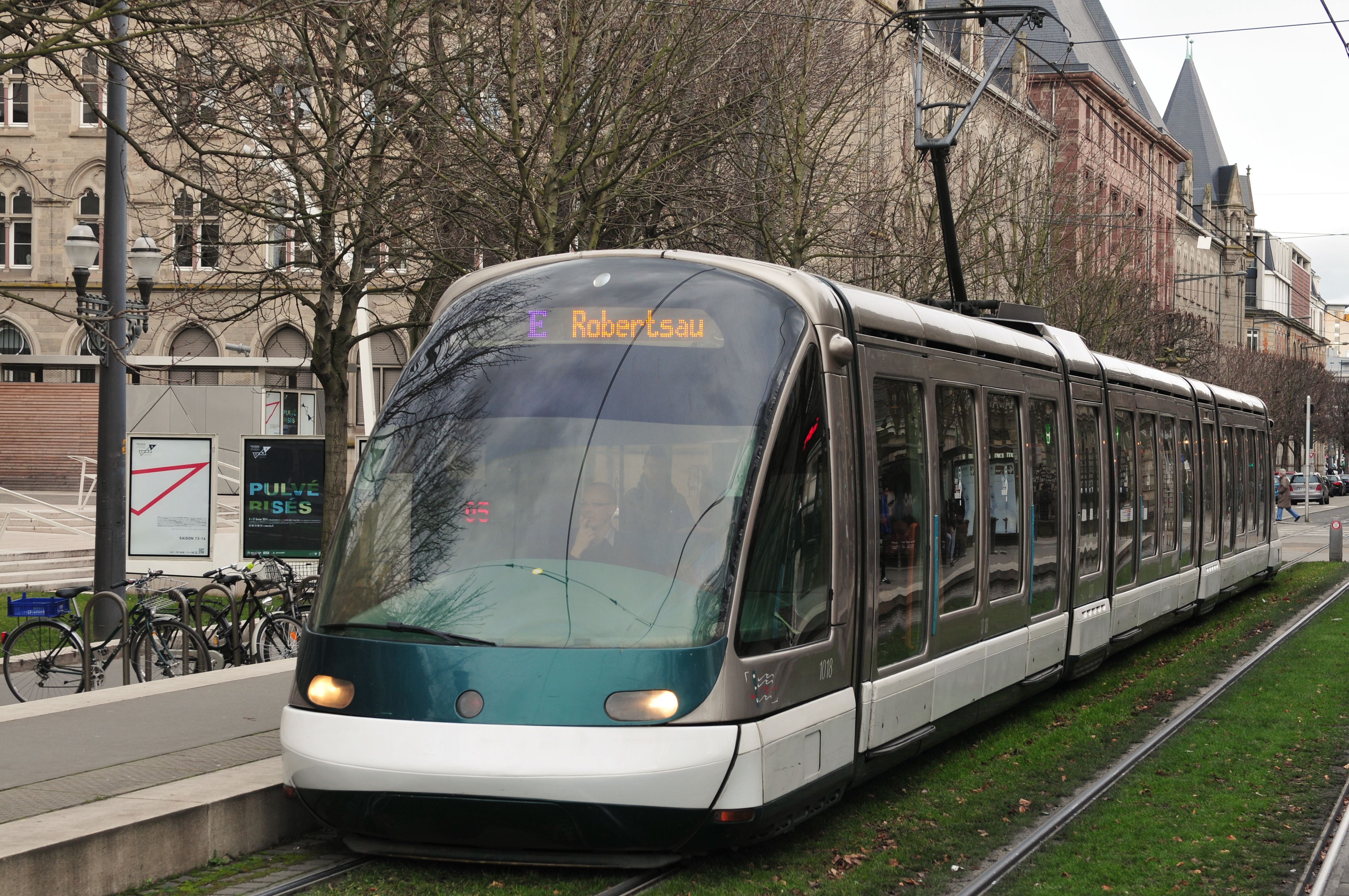
Een Flexity Outlook E in Straatsburg

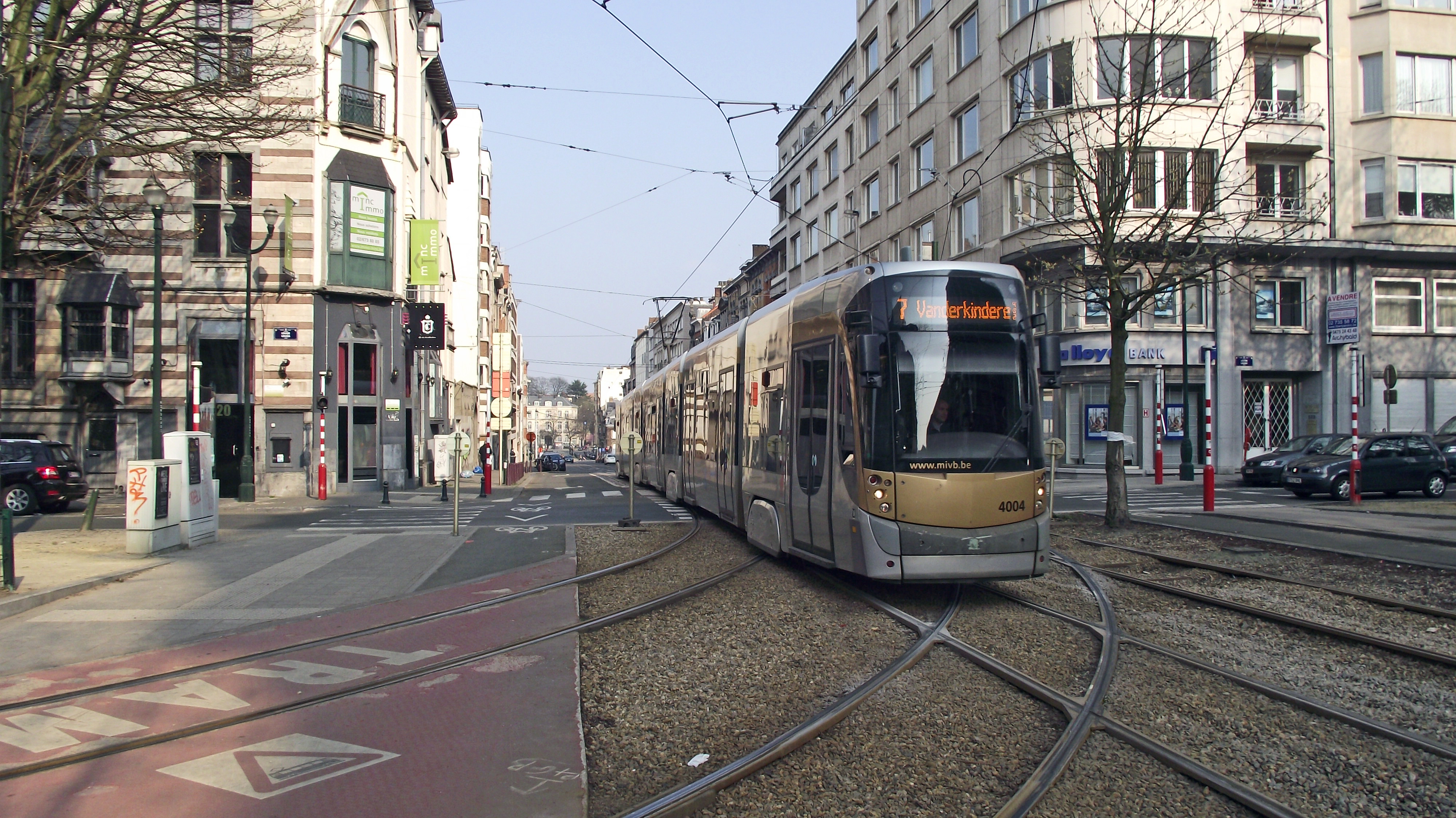
Een Flexity Outlook C te Brussel

Flexity Outlook is de naam waaronder de Canadese rollendmaterieelfabrikant Bombardier Transportation twee verschillende modellen lagevloertrams heeft geleverd. De opvolger is de Flexity 2.

## Varianten
Flexity Outlook C (Cityrunner)
Naast vele andere steden waaronder Brussel, werden 204 stuks tussen 2012 en 2020 aan Toronto geleverd.
Flexity Outlook E (Eurotram)
Tussen 1994 en 2004 werden 151 exemplaren geleverd aan Straatsburg, Milaan en Porto.

### Brussel
De MIVB te Brussel heeft bij Bombardier tussen 2003 en 2015 een serie van in totaal 220 grote en kleine trams van het type Flexity Outlook C besteld om de oudste trams van het type PCC te vervangen. 